# Henderson County (Texas)
Das Henderson County ist ein County im Bundesstaat Texas der Vereinigten Staaten. Der Sitz der County-Verwaltung (County Seat) befindet sich in Athens.

## Geographie
Das County liegt nordöstlich des geographischen Zentrums von Texas, jeweils etwa 120 km von Louisiana, Arkansas und Oklahoma entfernt. Es hat eine Fläche von 2458 Quadratkilometern, wovon 194 Quadratkilometer Wasserfläche sind. Es grenzt im Uhrzeigersinn an folgende Countys: Kaufman County, Smith County, Cherokee County, Anderson County, Navarro County und Ellis County.

## Geschichte
Henderson County wurde am 26. April 1846 aus Teilen des Houston County und Nacogdoches County gebildet. Die Verwaltungsorganisation wurde am 13. Juli gleichen Jahres abgeschlossen. Benannt wurde es nach James Pinckney Henderson, dem ersten Gouverneur des Bundesstaates Texas. Davor hatte Henderson einige wichtige Ämter in der Republik Texas bekleidet wie die des Attorney Generals und Botschafters in Washington, D.C. Nach seiner Zeit als Gouverneur stieg er in der United States Army bis zum Generalmajor auf und kämpfte in der Schlacht von Monterrey. Von 1857 bis 1858 war er Senator.

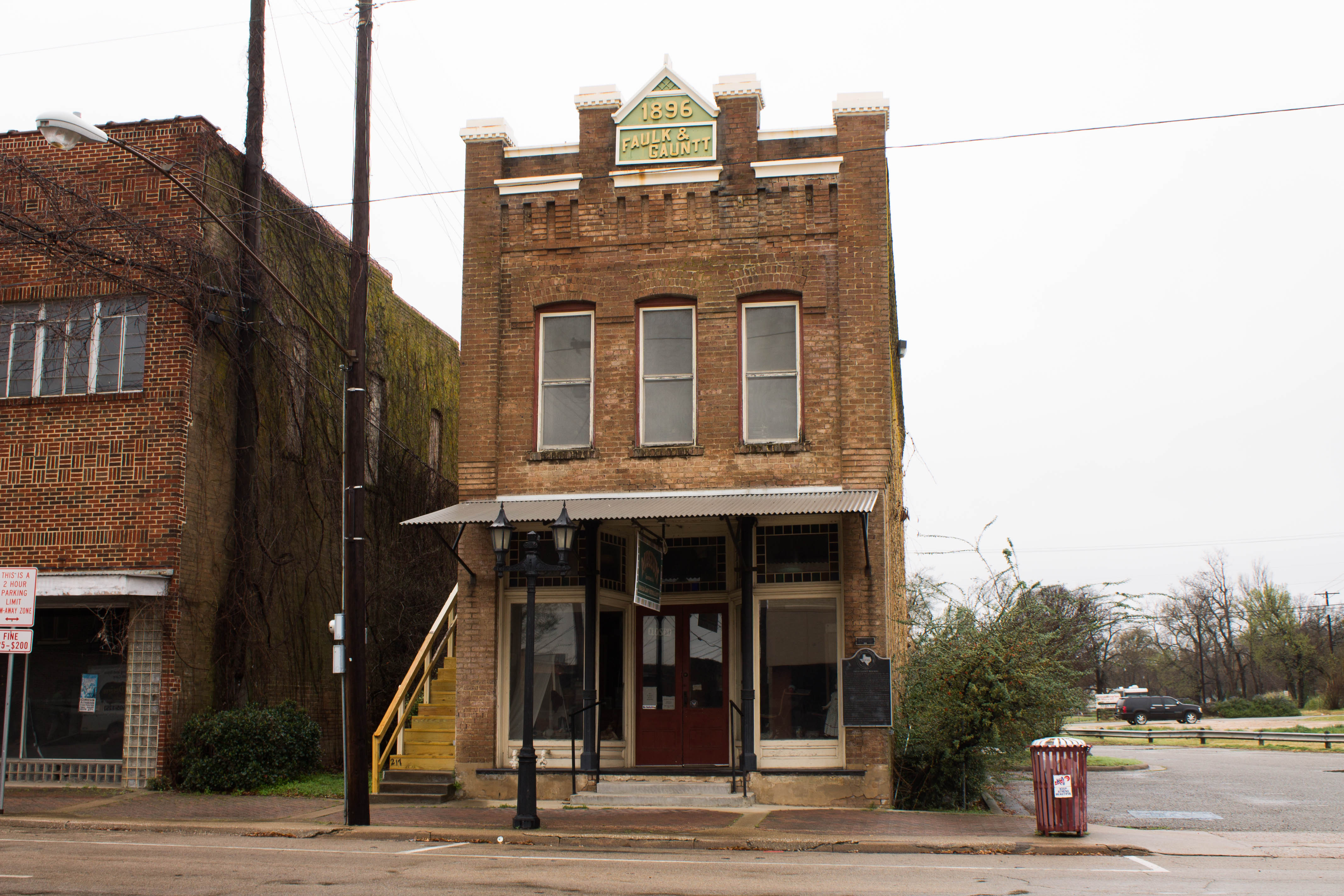
Faulk and Gauntt Building (2016)

Ein Bauwerk im County ist im National Register of Historic Places („Nationales Verzeichnis historischer Orte“; NRHP) eingetragen (Stand 24. November 2021), das Faulk and Gauntt Building .

## Demografische Daten
Nach der Volkszählung im Jahr 2000 lebten im Henderson County 73.277 Menschen in 28.804 Haushalten und 20.969 Familien. Die Bevölkerungsdichte betrug 32 Einwohner pro Quadratkilometer. Ethnisch betrachtet setzte sich die Bevölkerung zusammen aus 88,50 Prozent Weißen, 6,61 Prozent Afroamerikanern, 0,54 Prozent amerikanischen Ureinwohnern, 0,30 Prozent Asiaten, 0,03 Prozent Bewohnern aus dem pazifischen Inselraum und 2,72 Prozent aus anderen ethnischen Gruppen; 1,30 Prozent stammten von zwei oder mehr Ethnien ab. 6,92 Prozent der Einwohner waren spanischer oder lateinamerikanischer Abstammung.
Von den 28.804 Haushalten hatten 29,0 Prozent Kinder oder Jugendliche, die mit ihnen zusammen lebten. 58,7 Prozent waren verheiratete, zusammenlebende Paare 10,4 Prozent waren allein erziehende Mütter und 27,2 Prozent waren keine Familien. 23,7 Prozent waren Singlehaushalte und in 11,8 Prozent lebten Menschen im Alter von 65 Jahren oder darüber. Die durchschnittliche Haushaltsgröße betrug 2,50 und die durchschnittliche Familiengröße betrug 2,94 Personen.
24,4 Prozent der Bevölkerung war unter 18 Jahre alt, 7,6 Prozent zwischen 18 und 24, 25,0 Prozent zwischen 25 und 44, 24,8 Prozent zwischen 45 und 64 und 18,2 Prozent waren 65 Jahre alt oder älter. Das Medianalter betrug 40 Jahre. Auf 100 weibliche Personen kamen 96,2 männliche Personen und auf 100 Frauen im Alter von 18 Jahren oder darüber kamen 91,9 Männer.
Das jährliche Durchschnittseinkommen eines Haushalts betrug 32.533 USD, das Durchschnittseinkommen einer Familie betrug 38.255 USD. Männer hatten ein Durchschnittseinkommen von 31.847 USD, Frauen 21.650 USD. Das Prokopfeinkommen betrug 17.772 USD. 11,7 Prozent der Familien und 15,1 Prozent der Einwohner lebten unterhalb der Armutsgrenze.

## Orte im County
- Antioch
- Athens
- Baxter
- Berryville
- Brownsboro
- Caney City
- Chandler
- Coffee City
- Crescent Heights
- Cross Roads
- Enchanted Oaks
- Eustace
- Fincastle
- Gun Barrel City
- LaRue
- Leagueville
- Log Cabin
- Mabank
- Malakoff
- Moore Station
- Murchison
- New Hope
- New York
- Opelika
- Pauline
- Payne Springs
- Pickens
- Poynor
- Seven Points
- Star Harbor
- Stockard
- Tool
- Trinidad